# Aparat Koordynacji
Aparat Koordynacji Organów Radiokontrwywiadu krajów Układu Warszawskiego nadzorował działania służb radiokontrwywiadu państw Układu Warszawskiego (oprócz Rumunii). Jego siedziba mieściła się od 1955 w Polsce i była nadzorowana przez Wydział RKW MSW, a następnie Biuro RKW MSW. W lipcu 1974 Aparat Koordynacji został przeniesiony do Czechosłowacji. Ściśle kontrolowany przez ZSRR i dowodzony przez oficerów radzieckich.
Jego zadania skupiały się na analizie ruchu radiowego państw NATO oraz zachodnich służb specjalnych. Wydział ten odpowiadał również za namierzanie wrogich sygnałów, w tym należących do Radia Solidarność.